# てぃんくるコレクション
『てぃんくる☆彡コレクション』は、和央明による日本の漫画作品。『ちゃお』（小学館）にて2013年1月号から10月号まで第1部を連載。2014年1月号から6月号まで第2部『てぃんくる☆彡コレクション ハイテンション』が連載された。連載前に同誌2012年12月号で予告で発表されたタイトルは「てぃんくる☆コレクション〜ハッピーKAWAiiiiiii革命♥〜」。「POPロリータ」を押し出した作風がテーマとなっている。
単行本第2巻には作者の前作『姫ギャル♥パラダイス』、第3巻には『ひみつのアッコちゃん』、第4巻には作者の次作『美女でナイト!』と本作がコラボをした漫画が収録されている。

## あらすじ
星野てぃんくるは、13歳でポップロリータ専門店「てぃんくる☆彡てぃんくる」のデザイナーをしている女の子。ところが、可愛いものを追求するあまりなんと2年間学校に行くことを忘れていた！そこでてぃんくるはひさびさに学校に行くと、クラスに馴染めない地味な女の子畑中みらいと出会って...。

## 登場人物
星野てぃんくる（ほしの てぃんくる）
ポップロリータ専門店「てぃんくる☆彡てぃんくる」のデザイナーをしている、マドレーヌ中学の2年生。
水色のツインテールの髪型で、ポップロリータの衣装を身にまとっている。また、てぃんくる棒という魔法のステッキを持っていて、色々な道具に変形させることができる（実は電池入り）。性格はポジティブで明るいが、お金にがめつく下品な一面もある。普段は小柄でやせているが、お菓子をたくさん食べると別人のように太ってしまい、性格もネガティブで暗くなってしまうのが弱点。語尾に「～ですーん」と付ける変わった口調で話す。幼い頃に両親を交通事故で亡くしており、現在は祖父母と暮らしている。クラスメート達から恋愛相談を受けて、えらそうにアドバイスをするものの、本人はまだ恋愛のことをよく分かっていない。モデルはきゃりーぱみゅぱみゅ。
畑中みらい（はたなか みらい）
てぃんくるのクラスメイト。てぃんくると出会うまえは根暗で自分に自信が無かったが、彼女と出会ったことで変わり始める。
お菓子作りが得意で、極端に太りやすい体質のてぃんくるのためにローカロリーのお菓子を作ったこともあった。その反面、裁縫は苦手だったが、てぃんくるが両親を事故で亡くしていることを校長先生から教えられ、自分で努力することの大切さを学んでからは裁縫も上達している。
第2部では正式にてぃんくるの仕事上のパートナーになる。
同級生のゆうひ（後述）がてぃんくるに気がある様子を見て、二人をくっつけようとしている。
ゆうひ・スコティッシュフォールド
有名食器会社の御曹司。ハーフの顔だちから学校内に根強いファンが数多く存在する。
てぃんくるとは別クラスだが、てぃんくるを妙に意識している雰囲気があり、彼女とはよくからかい合って楽しんでいる。マナーにうるさく、てぃんくるの下品な行動にたびたびツッコミを入れている。
ルルとララ
てぃんくるの助手のうさぎ達で、人間の言葉を話す。耳が立っているのがルル、垂れ耳がララ。
小杉あかり（こすぎ あかり）
てぃんくるのクラスのボス的存在の女の子で、当初はみらいをパシリにしていた。また、ゆうひに片想いをしているが、ゆうひがてぃんくるばかりを構うため、てぃんくるを一方的に敵視していた。
華やかなヘアスタイルとは反対に、私服がださいことがコンプレックスとなっていたが、てぃんくるの手で大変身を遂げ、てぃんくる達と和解した。
鬼龍院ざらめ（きりゅういん ざらめ）
てぃんくるの学校に転校してきた美少女。ゴシックロリータブランド「ミュゼ・ホロウ」のデザイナー。縦ロールのロングヘアーにゴシックロリータの衣装を身にまとっている。
てぃんくるの店の近所の何もなかった場所に一晩で店を出現させたり、家の中は幽霊屋敷になっているなど、謎が多い。普段はクールで落ち着いた雰囲気だが、ファッションのことになるとアツくなる。てぃんくると出会った当初は彼女に勝負を挑んできたが、勝負を通してお互いの腕を認め合い、仲良しになった。ゴキブリが苦手で、ゴキブリが自分の部屋のドアの前にいるだけで部屋から出られず、2日間学校に行けなかったことがある。
鬼龍院マーフィー（きりゅういん マーフィー）
ざらめの双子の弟。本名まさひこ。姉のざらめと同じくデザイナーで、ざらめの仕事のパートナーをしている。
いつも無表情で、何を考えているのかよく分からないが、てぃんくるに想いを寄せているらしい。語尾は「～でふ」。
ペケポン
ざらめとマーフィーが飼っているペットの黒うさぎ。目がバッテンになっている。
涼香（すずか）
てぃんくる達のクラスメイト。猫耳のような形のヘアスタイルが特徴。一人称は「ウチ」。
隣のクラスの田川に片想いしており、なかなか彼にアタックする勇気が出せずにいたが、てぃんくるのアドバイスのおかげで彼とカップルになることができた。
田川（たがわ）
てぃんくる達の隣のクラスにいる少年。
最初はてぃんくるに気がありそうに見えたが、後に涼香の彼氏になった。
星野みらくる（ほしの みらくる）
てぃんくるの母親。
かつては腕利きのデザイナーで、てぃんくるの目標とする女性だったが、交通事故で帰らぬ人となった。
何よりもてぃんくるが立派なデザイナーになることを願い、裁縫セットを贈ろうとしていた。「てぃんくる☆彡てぃんくる」はもともと彼女が経営していた店である。
てぃんくるの祖父母
てぃんくるの両親が交通事故で亡くなった後、夫婦でてぃんくるを育てている。
てぃんくる母子と違って、ファッションに関する知識やセンスは全くない。
校長先生
てぃんくるやみらいが通うマドレーヌ中学校の校長。
てぃんくるの家の事情に詳しく、彼女の過去もよく知っている。
鬼龍院サターン（きりゅういん サターン）
ざらめとマーフィーの父親。
悪魔の角のような髪型で立派な口髭を生やし、てぃんくるからは「大魔王」と呼ばれる規格外の巨人だが、恐ろしげな外見に似合わず性格はお人好し。ゆうひとマーフィーを差し置いて、てぃんくるから好かれる。
飛鳥 ひじり（あすか ひじり）
男前を目指して男装をしているモデルの少女。ロリータなどのリボン＆フリフリの洋服が気絶するほど苦手。
最初は、てぃんくるのことをフリルの塊と毛嫌いしていたが、火事の時自分を助けてくれたことから、彼女を男前と認めるようになった。
ガン助
ひじりが飼っているうさぎの女の子。
ひじりと同じく男前を目指しており、蝶ネクタイとサスペンダーを着ている。口癖は、「〜ガンス」。
春野 うらら（はるの うらら）
「てぃんくる☆彡てぃんくる」のCMイメージガールをすることになったカリスマモデル。自称ローズの国から来たお姫様。
性格は典型的なぶりっ子だが、自己中心的で意地が悪い。
ゆうひのことを気に入っているが、彼と仲良くしているてぃんくるのことを邪魔に思っている。ドレスのデザインを変えて欲しいとてぃんくるに注文するが、それを彼女が拒否したためイメージガールを降板した。

## 書誌情報
- 和央明『てぃんくる☆コレクション』小学館〈ちゃおコミックス〉、全4巻
  1. 2013年7月26日発売[6]、ISBN 978-4-09-135546-1
  2. 2013年12月25日発売[3]、ISBN 978-4-09-135714-4
  3. 2014年4月30日発売[4]、ISBN 978-4-09-136129-5
  4. 2014年11月28日発売[5]、ISBN 978-4-09-136605-4